# Harpactea sciakyi
Harpactea sciakyi este o specie de păianjeni din genul Harpactea, familia Dysderidae, descrisă de Pesarini, 1988.
Este endemică în Spania. Conform Catalogue of Life specia Harpactea sciakyi nu are subspecii cunoscute.